# Claviger testaceus
Claviger testaceus  (лат.), Булавоус, или Жёлтый безглазик — вид мирмекофильных жуков ощупников из семейства стафилинид. Мелкие жуки рыже-жёлтого цвета (2—2,7 мм). Усики из 6 члеников (последний членик цилиндрический, вздутый). Лапки 3-члениковые. Из под коротких надкрылий сверху видны три тергита брюшка. Глаз нет, голова узкая. Обнаруживаются в муравейниках Lasius.

## Распространение
Россия (Европейская часть); Белоруссия, Прибалтика, Украина, а также Болгария и Турция.